# Georg Heinrich Werndly
Georg Heinrich Werndly, auch Werndley (* 25. Oktober 1693 in Beesten (Grafschaft Lingen); † August 1744 in Batavia (Niederländisch-Ostindien)) war ein deutscher evangelisch-reformierter Missionsprediger, Orientalist und Übersetzer der malaiischen Sprache.

## Leben
Georg H. Werndly wurde als Sohn von J. Th. Werndly geboren, der später nach dem Umzug der Familie in die nächste Stadt Lingen an der Ems Prediger wurde. Ab 1705 besuchte er die Lateinschule in Lingen. Grafschaft Lingen gehörte seit 1702 zu Königreich Preußen, doch in den Schulen wurde weiter Niederländisch unterrichtet. Ab 1711 studierte er Theologie und der morgenländischen Sprachen am Akademische Gymnasium Lingen.
Nach dem Abschluss des Studiums verließ er 1717 Europa und lebte für drei Jahre in dem damals holländischen Batavia auf der Insel Java (dem heutigen Jakarta). Hier war er als Missionsprediger tätig. 1719 war er Prediger in Makassar auf Celebes. Nach seiner Rückkehr nach Europa lebte er zunächst in Amsterdam, wo er eine Übersetzung der Bibel in die malaiische Sprache in lateinischer Schrift vornahm (1730), die aber für die Mission in Ostindien nicht direkt brauchbar war, weil sie einer Übertragung in die arabische Schrift bedurfte. Unmittelbar nutzbar war dagegen seine 1736 erschienene malaiische Grammatik.
1737 zog Werndley von Amsterdam nach Lingen, wo er als außerordentlicher Professor für orientalische Sprachen tätig wurde. Er beherrschte u. a. die hebräische, syrische, babylonische, persische, samaritische und chinesische Sprache. Dies trug wesentlich dazu bei, dass die Lingener Akademie zunehmend von Studenten aus holländischen Familien besucht wurde, die für die Niederländische Ostindien-Kompanie Handel mit Batavia betrieben und dort auch zeitweise lebten. Zugleich wurde Lingen ein Zentrum für die Mission dieser Gebiete. Gleichzeitig war Werndly 3. Prediger der reformierten Gemeinde in Lingen. 1740 übernahm er eine Professur in Harderwijk. Gegen den Willen der preußischen Behörden reiste er 1742 über Holland erneut nach Asien und starb 1744 in Batavia an Malaria.

## Schriften (Auswahl)
Mehr Schriften nennt VIAF.
- Malyische Spraakkunst, Amsterdam 1736.[2]
- Oratio inauguralis de linguarum orientalium et indicarum cognitione necessaria theologo ad Indos profecturo, Amsterdam 1738.
  - Jan Gonda (Hrsg.): De inaugureele rede van Werndley (17 December 1737).